# Hat Yai (huyện)
Hat Yai (tiếng Thái: หาดใหญ่) là một huyện (amphoe) của tỉnh Songkhla, miền nam Thái Lan.

## Địa lý
Các huyện giáp ranh (từ phía tây theo chiều kim đồng hồ) là: 
Khuan Kalong của tỉnh Satun, và Rattaphum, Bang Klam, Khuan Niang, Singhanakhon, Mueang Songkhla, Na Mom, Chana, Sadao và Khlong Hoi Khong.
Phía đông bắc huyện là bờ hồ Songkhla.

## Hành chính
Huyện này được chia thành 13 phó huyện (tambon), các đơn vị này lại được chia ra thành 98 làng (muban). Thành phố (thesaban nakhon) Hat Yai nằm trên toàn bộ tambon Hat Yai. Có 4 thị xã (thesaban mueang) - Ban Phru nằm trên một phần của tambon Ban Phru; còn Khlong Hae, Khuan Luan và Kho Hong mỗi đơn vị nằm trên toàn bộ lãnh thổ tambon cùng ên. Có 1 thị trấn (thesaban tambon) - Pha Tong nằm trên một phần của tambon Pha Tong. Các khu vực phi đôn thị do 9 Tổ chức hành chính tambon quản lý.
| STT. | Tên             | Tên Thái   | Số làng | Dân số  |  |
| ---- | --------------- | ---------- | ------- | ------- |  |
| 1.   | Hat Yai         | หาดใหญ่     | -       | 155,585 |  |
| 2.   | Khuan Lang      | ควนลัง      | 6       | 35,257  |  |
| 3.   | Khu Tao         | คูเต่า       | 10      | 10.555  |  |
| 4.   | Kho Hong        | คอหงส์      | 8       | 43,499  |  |
| 5.   | Khlong Hae      | คลองแห     | 11      | 24,042  |  |
| 7.   | Khlong U Taphao | คลองอู่ตะเภา | 4       | 2.452   |  |
| 8.   | Chalung         | ฉลุง        | 6       | 6.548   |  |
| 11.  | Thung Yai       | ทุ่งใหญ่      | 6       | 4.578   |  |
| 12.  | Thung Tam Sao   | ทุ่งตำเสา    | 10      | 14.746  |  |
| 13.  | Tha Kham        | ท่าข้าม      | 8       | 7.830   |  |
| 14.  | Nam Noi         | น้ำน้อย      | 10      | 12.703  |  |
| 16.  | Ban Phru        | บ้านพรุ      | 11      | 23,860  |  |
| 18.  | Phatong         | พะตง       | 8       | 12.981  |  |

Các con số không có trong bảng này là tambon nay tạo thành huyện Bang Klam và Khlong Hoi Khong.